# گورستان مورتان ۱
قبرستان مورتان ۱ مربوط به سده‌های متاخر دوران‌های تاریخی پس از اسلام است و در شهرستان سرباز، بخش مرکزی، دهستان مورتان، ۱ کیلومتری غرب روستای مورتان، بالای رودخانه واقع شده و این اثر در تاریخ ۲۷ اسفند ۱۳۸۶ با شمارهٔ ثبت ۲۲۶۹۶ به‌عنوان یکی از آثار ملی ایران به ثبت رسیده است.